# George Best
George Best (Belfast, 22. svibnja 1946. – London, 25. studenog 2005.), sjevernoirski nogometaš, koji je bio krilni napadač. Poznat po alkoholizmu, problemima s kockom, ženama, vožnjom u pijanom stanju, napadom na policajca i još puno javnih ekscesa.

## Životopis
Rodio se u Belfastu, Sjeverna Irska. Imao je četiri sestre i brata. Talent za nogomet pokazao je već s 15 godina kada ga primjećuje Bob Bishop, skaut kluba Manchester United. U telegramu kojeg je Bishop poslao Sir Mattu Busbyu pisalo je :"Mislim da sam otkrio genija."
Za Manchester United debitirao je 1963. godine. Te godine klub je završio sezonu na drugom mjestu. Dok je George igrao za Manchester, osvojili su dva puta naslov prvaka Engleske. Osvojio je 1968. i nagradu europskog nogometaša godine.
Nakon te 1968. sve je krenulo nizbrdo. 
Počeo je sve češće piti, propuštati treninge i utakmice. U 11 godina igranja za Manchester,šest sezona zaredom bio je najbolji strijelac kluba a u sezoni 1967./68 i najbolji strijalac Prve engleske Lige. Nakon toga, igrao je za druge klubove ali više nije bio onolika zvijezda kao 1968. Karijeru je završio 1983. u 37., ali zapravo prestao je već u 25. godini. 
Ženio se dva puta i imao sina u prvom braku. Njegov alkoholizam doveo je do toga da je češće spavao u bolničkom umjesto u vlastitom krevetu. Unatoč činjenici da mu je presađena jetra, Best je nastavio piti. To ga je naposljetku i ubilo. Preminuo je 25. studenog 2005. u Londonu dok je imao samo 59 godina. Na njegovom pogrebu ga je ispratilo 100.000 žalovatelja.

## Vanjske poveznice
|  | Zajednički poslužitelj ima stranicu o temi George Best    |
|  | Zajednički poslužitelj ima još gradiva o temi George Best |
|  | Wikicitati imaju zbirke citata o temi George Best         |